# Ochrana označení původu
Ochrana označení původu (též chráněné označení původu, z angl. protected designation of origin) je pojem z práva duševního vlastnictví, konkrétně jeho části práva na označení. Používá se pro zboží, které je typické pro určité regiony. Podmínkou je, že díky charakteristickým podmínkám oblasti je zboží známé pro svou kvalitu či zvláštní vlastnosti. V případě, že výrobce splní zákonné požadavky a jeho označení bude zapsáno, získá výrobek veřejnoprávní ochranu. Pokud pak někdo chce zboží vyrábět, musí dodržet přesnou recepturu a obvykle také vyrábět přímo v daném regionu. Takové označení je pak chráněno proti zneužití a je zachována jeho exkluzivita.

## Historie označování zboží
Označování původu zboží vzniklo spontánně tradicí. Názvy některých věhlasných výrobků se natolik vžily, že si spotřebitelé s takovým označením automaticky spojovali vysokou kvalitu či specifické vlastnosti zboží. Většinou se tento speciální charakter zboží pojil k určitému místu (třeba žatecký chmel). Dříve však bylo takové označení chráněno jen soukromoprávní cestou. V případě, že někdo prodával napodobeninu a vydával ji za originální výrobek, ochrana byla obtížnější. Název zboží totiž nepatřil pouze jednomu výrobci, ale mohli ho používat všichni, kteří dané zboží vyráběli (třeba pěstovali chmel na Žatecku).
Vyvstala tak potřeba chránit označení také veřejnoprávní cestou, tj. zápisem do určitého rejstříku. Snahy chránit označení veřejnoprávně byly prosazeny v polovině 20. století. Poprvé byla veřejnoprávní ochrana zakotvena v Lisabonské dohodě na ochranu označení původu výrobků z roku 1958.

## Rozdíl mezi chráněným označením původu a zeměpisným označením
V obou případech se vyžaduje určitá vazba na region, který propůjčuje zboží typické vlastnosti. Rozdíl je však v požadované síle této vazby. Zatímco v případě chráněného označení původu je vyžadována velmi silná vazba (proto toto označení může užívat málo výrobků), u zeměpisného označení nejsou pravidla tak striktní. V tomto případě postačí, že v daném regionu probíhá alespoň jedna fáze produkce a pověst výrobku se pojí k tomuto regionu.

## Ochrana názvů v Evropské unii
V Evropské unii regulují chráněné názvy nařízení EU o jakosti zemědělských produktů a potravin. Kromě Chráněného označení původu (PDO, protected designation of origin) lze získat také Chráněné zeměpisné označení (PGI, protected geographical indication) nebo Zaručenou tradiční specialitu (TSG, traditional speciality guaranteed). Dále jsou chráněny produkty ekologického zemědělství (biopotraviny).

### Evropská legislativa
Na evropské úrovni byla ochrana označení původu upravena přímo použitelným nařízením č. 510/2006 – o ochraně zeměpisných označení a označení původu zemědělských produktů a potravin. Toto nařízení však bylo zrušeno a v současné době se ochrana rozbíhá do několika nařízení, která zvlášť upravují vína, lihoviny a zemědělské produkty a potraviny.
- Nařízení Evropského parlamentu a Rady (EU) č. 1151/2012 (zemědělské produkty a potraviny)
- Nařízení Evropského parlamentu a Rady (EU) č. 1308/2013 (vína)
- Nařízení Evropského parlamentu a Rady (ES) č. 110/2008 (lihoviny)
- Nařízení Rady (ES) č. 834/2007 o ekologické produkci a označování ekologických produktů (bioprodukty)

## Rozsah ochrany
Zapsaná označení nesmí být použita pro jiný než zapsaný výrobek. Označení je chráněno proti zneužití, napodobení nebo připomínání; nesmí být použito zavádějícím nebo nepravdivým způsobem. Název nesmí vyvolávat klamavý dojem, že jde o chráněné označení původu, zejména nesmí jakkoliv uvádět spotřebitele v omyl ohledně skutečného původu produktu.

## Ochrana v České republice
Česká republika používá jak evropské značení, tak i vlastní označení původu (biozebra) nebo kvality (Klasa).
Ochrana označení původu je upravena společně se zeměpisným označením zákonem č. 452/2001 Sb., o ochraně označení původu a zeměpisných označení. Na českém území jsou samozřejmě také přímo použitelná evropská nařízení.
Kontrolou jsou pověřena Státní zemědělská a potravinářská inspekce, Státní veterinární správa ČR a Ústřední kontrolní a zkušební ústav zemědělský, kontrolou bioproduktů pověřilo Ministerstvo zemědělství tři soukromé firmy.
Databázi českých označení původu a zeměpisných označení spravuje Úřad průmyslového vlastnictví. Je vhodné použít pokročilé vyhledávání, protože to umožňuje omezit výsledek na platné názvy (Stav: Platný dokument) a vypsat více dokumentů najednou (Hromadný detail). Zdroj vyhledává ve své databázi a v záznamech získaných z World Intellectual Property Organization. Zápis označení původu nebo zeměpisného označení je popsán také na stránkách ÚPV.

### Zákonná definice v české legislativě
Označením původu [se pro účely tohoto zákona rozumí] název oblasti, určitého místa nebo země (dále jen "území") používaný k označení zboží pocházejícího z tohoto území, jestliže kvalita nebo vlastnosti tohoto zboží jsou výlučně nebo převážně dány zvláštním zeměpisným prostředím s jeho charakteristickými přírodními a lidskými faktory a jestliže výroba, zpracování a příprava takového zboží probíhá ve vymezeném území; za označení původu pro zemědělské výrobky nebo potraviny jsou pokládána i tradiční zeměpisná nebo nezeměpisná označení pro zboží pocházející z vymezeného území, splňuje-li takové zboží ostatní podmínky podle tohoto ustanovení.